# Nice Dream
《Nice Dream》은 러브홀릭의 3집 정규 음반이다. 이 앨범 수록곡들 가운데 〈그대만 있다면〉은 1999년 발매된 일기예보의 5집 앨범 타이틀곡을 재편곡한 음악으로서, 2006년에 방영된 MBC 드라마 《어느 멋진 날》 OST에 삽입되어 대중들의 큰 화제를 모았다.

## 수록곡
| #            | 제목                  | 작사         | 작곡         | 편곡           | 재생 시간 |
| ------------ | --------------------- | ------------ | ------------ | -------------- | --------- |
| 1.           | 〈일요일 맑음〉       | 이재학       | 이재학       | 강현민, 이재학 | 3:38      |
| 2.           | 〈차라의 숲〉         | 황지선       | 강현민       | 강현민, 이재학 | 4:07      |
| 3.           | 〈화분〉              | 강현민       | 강현민       | 강현민, 이재학 | 4:40      |
| 4.           | 〈나의 태양은 지고〉  | 이재학       | 이재학       | 강현민, 이재학 | 4:24      |
| 5.           | 〈One Love〉          | 이재학       | 이재학       | 강현민, 이재학 | 4:04      |
| 6.           | 〈TV〉                | 이재학       | 이재학       | 강현민, 이재학 | 3:52      |
| 7.           | 〈Leave Me〉          | 강현민       | 강현민       | 강현민, 이재학 | 4:11      |
| 8.           | 〈달의 축제〉         | 황지선       | 황지선       | 러브홀릭       | 3:32      |
| 9.           | 〈신기루〉            | 황지선       | 황지선       | 러브홀릭       | 4:00      |
| 10.          | 〈그대만 있다면〉     | 강현민       | 강현민       | 강현민, 이재학 | 3:50      |
| 11.          | 〈Run〉               | 강현민       | 강현민       | 강현민, 이재학 | 2:44      |
| 12.          | 〈녹색 소파〉         | 이재학       | 이재학       | 강현민, 이재학 | 2:45      |
| 13.          | 〈인어, 세상을 걷다〉 | 강현민       | 강현민       | 강현민, 이재학 | 3:39      |
| 총 재생 시간 | 총 재생 시간          | 총 재생 시간 | 총 재생 시간 | 총 재생 시간   | 49:26     |